# Chamadelle
Chamadelle é uma comuna francesa na região administrativa da Nova Aquitânia, no departamento da Gironda. Estende-se por uma área de 15,19 km². Em 2010 a comuna tinha 745 habitantes (densidade: 49 hab./km²).